# Dicranoptycha melampygia
Dicranoptycha melampygia là một loài ruồi trong họ Limoniidae. Chúng phân bố ở miền Tân bắc.